# Believe in Nothing
 (mai 2017).
Si vous disposez d'ouvrages ou d'articles de référence ou si vous connaissez des sites web de qualité traitant du thème abordé ici, merci de compléter l'article en donnant les références utiles à sa vérifiabilité et en les liant à la section « Notes et références ».
Albums de Paradise Lost
Host
(1999) Symbol of Life
(2002)
Singles
1. Mouth
Sortie : 29 janvier 2001
2. Fader
Sortie : 21 février 2001

Believe in Nothing est le huitième album du groupe de death-doom et de metal gothique britannique Paradise Lost sorti en 2001.
Cet album marque le retour du metal dans la musique de Paradise Lost, délaissé sur Host, mais sous une forme plus alternative qu'auparavant. L'électronique, majoritairement présente sur Host, est ici plus en retrait.

## Liste des titres
Toutes les paroles sont écrites par Nick Holmes, toute la musique est composée par Gregor Mackintosh.
| 1.    | I Am Nothing         | 4:01 |
| 2.    | Mouth                | 3:45 |
| 3.    | Fader                | 3:57 |
| 4.    | Look at Me Now       | 3:38 |
| 5.    | Illumination         | 4:31 |
| 6.    | Something Real       | 3:35 |
| 7.    | Divided              | 3:27 |
| 8.    | Sell It to the World | 3:11 |
| 9.    | Never Again          | 4:38 |
| 10.   | Control              | 3:29 |
| 11.   | No Reason            | 3:14 |
| 12.   | World Pretending     | 4:28 |
| 45:59 |                      |      |

| Titres bonus - Édition japonaise (EMI, 11 avril 2001) | Titres bonus - Édition japonaise (EMI, 11 avril 2001) | Titres bonus - Édition japonaise (EMI, 11 avril 2001) | Titres bonus - Édition japonaise (EMI, 11 avril 2001) | Titres bonus - Édition japonaise (EMI, 11 avril 2001) | Titres bonus - Édition japonaise (EMI, 11 avril 2001) | Titres bonus - Édition japonaise (EMI, 11 avril 2001) | Titres bonus - Édition japonaise (EMI, 11 avril 2001) | Titres bonus - Édition japonaise (EMI, 11 avril 2001) | Titres bonus - Édition japonaise (EMI, 11 avril 2001) |
| No                                                    | Titre                                                 | Durée                                                 |                                                       |                                                       |                                                       |                                                       |                                                       |                                                       |                                                       |
| ----------------------------------------------------- | ----------------------------------------------------- | ----------------------------------------------------- | ----------------------------------------------------- | ----------------------------------------------------- | ----------------------------------------------------- | ----------------------------------------------------- | ----------------------------------------------------- | ----------------------------------------------------- | ----------------------------------------------------- |
| 13.                                                   | Sway                                                  | 3:07                                                  |                                                       |                                                       |                                                       |                                                       |                                                       |                                                       |                                                       |
| 14.                                                   | Gone                                                  | 4:32                                                  |                                                       |                                                       |                                                       |                                                       |                                                       |                                                       |                                                       |
| 15.                                                   | Waiting for God                                       | 3:20                                                  |                                                       |                                                       |                                                       |                                                       |                                                       |                                                       |                                                       |
| 56:58                                                 |                                                       |                                                       |                                                       |                                                       |                                                       |                                                       |                                                       |                                                       |                                                       |

| Titres bonus - Réédition américaine (Koch Records, 2002) | Titres bonus - Réédition américaine (Koch Records, 2002) | Titres bonus - Réédition américaine (Koch Records, 2002) | Titres bonus - Réédition américaine (Koch Records, 2002) | Titres bonus - Réédition américaine (Koch Records, 2002) | Titres bonus - Réédition américaine (Koch Records, 2002) | Titres bonus - Réédition américaine (Koch Records, 2002) | Titres bonus - Réédition américaine (Koch Records, 2002) | Titres bonus - Réédition américaine (Koch Records, 2002) | Titres bonus - Réédition américaine (Koch Records, 2002) |
| No                                                       | Titre                                                    | Durée                                                    |                                                          |                                                          |                                                          |                                                          |                                                          |                                                          |                                                          |
| -------------------------------------------------------- | -------------------------------------------------------- | -------------------------------------------------------- | -------------------------------------------------------- | -------------------------------------------------------- | -------------------------------------------------------- | -------------------------------------------------------- | -------------------------------------------------------- | -------------------------------------------------------- | -------------------------------------------------------- |
| 13.                                                      | Waiting for God                                          | 3:20                                                     |                                                          |                                                          |                                                          |                                                          |                                                          |                                                          |                                                          |
| 14.                                                      | Sway                                                     | 3:07                                                     |                                                          |                                                          |                                                          |                                                          |                                                          |                                                          |                                                          |
| 52:26                                                    |                                                          |                                                          |                                                          |                                                          |                                                          |                                                          |                                                          |                                                          |                                                          |

## Crédits

### Membres du groupe
- Nick Holmes : chant
- Lee Morris : batterie, chœurs
- Stephen Edmondson : basse
- Aaron Aedy : guitare
- Gregor Mackintosh : guitare, claviers

### Musiciens additionnels
sur les pistes 3, 7 et 9
- Violoncelles : Dinah Beamish, Sophie Harris
- Altos : Claire Orsler, Clare Finnimore
- Violons : Anne Shepherd, Virginia Ball, Jacqueline Norrie, Sally Herbert

### Équipes technique et production
- Production : John Fryer, Greg Brimson
- Enregistrement : Paradise Lost
- Mastering : Michael Schwabe
- Mixage : Gerhard Wölfle
- Ingénierie : John Fryer
- Ingénierie (assistants) : Tom Williams, Richard Burwash
- Programmation : Gregor Mackintosh, John Fryer
- Arrangements des cordes : Gregor Mackintosh, Sally Herbert
- Management : Andy Farrow assisté de Vicky Langham
- Design : Microdot
- Photographie : Martyn Goodacre
- A&R : Michael Grund